# شهرستان فربو (مینه‌سوتا)
شهرستان فربو، مینه‌سوتا (به انگلیسی: Faribault County, Minnesota) شهرستانی در ایالات متحده آمریکا است که در مینه‌سوتا واقع شده‌است.